# Downesia major
Downesia major es una especie de insecto coleóptero de la familia Chrysomelidae.
Fue descrita científicamente en 1934 por Maurice Pic.